# Sint-Lambertuskerk (Kalterherberg)
De Sint-Lambertuskerk is de rooms-katholieke parochiekerk van de tot Monschau behorende plaats Kalterherberg. De kerk werd gewijd aan bisschop Lambertus en deelt samen met vier andere kerken de bijnaam Eifeldom. De Sint-Lambertuskerk is gelegen aan de Arnoldystraße 4 te Monschau (Kalterherberg).
In de volksmond heeft de kerk de bijnaam Kaffeedom, oftewel de koffiekathedraal, vanwege de vroegere smokkel van koffie aan de nabijgelegen Duits-Belgische grens.

## Geschiedenis
Reeds rond 1550 zouden burgers in Kalterherberg een eigen kapel hebben opgericht. In de loop van de volgende twee eeuwen werd deze kapel uitgebreid tot een kerkgebouw en verkreeg de kerk het recht om er te dopen (1687) alsook het recht om er het sacrament van het huwelijk toe te dienen (1753). De kerk werd een zelfstandige parochiekerk in 1827.

### Bouw
Vanwege de groei van de parochiegemeenschap richtte de plaatselijke pastoor in 1866 een fonds op voor de bouw van een nieuwe kerk. Ruim dertig jaar later, in 1897, kon de volgende pastoor beginnen met de bouw van een neoromaanse Eifeldom. De bouw van de driebeukige basiliek met dubbele torens van 42 meter hoog zou echter naar schattingen rond de 112.600 Mark bedragen. Omdat het fonds een kapitaal van 92.000 Mark bedroeg, werd het verschil met deurcollectes ingezameld. De kerk werd gebouwd door een bouwondernemer uit Heimbach naar een ontwerp van de uit Keulen afkomstige architect Theodor Cremer.
Na de inzegening op 6 mei 1900 werd de kerk op 14 juli 1901 door de Keulse wijbisschop Anton Fischer ingewijd. De oude, te kleine, kerk werd vervolgens afgebroken.

### Renovatie
Een uitgebreide renovatie van de kerk vond in de jaren 1954-1957 plaats.